# Pseudacamptus
Pseudacamptus är ett släkte av skalbaggar. Pseudacamptus ingår i familjen vivlar.
Kladogram enligt Catalogue of Life:
| Pseudacamptus | \| \| Pseudacamptus plurisetosus \| \| \| \| |
|               | \| \| Pseudacamptus plurisetosus \| \| \| \| |
|               | Pseudacamptus plurisetosus                   |
|               |                                              |